# Matthäus-Passion (Schütz)
Die Matthäus-Passion (SWV 479), Originaltitel Historia des Leidens und Sterbens unseres Herrn und Heiland Jesu Christi nach dem Evangelisten Matthäus (Kapitel 26 und 27), ist ein geistliches Chorwerk von Heinrich Schütz. Es wurde im Jahre 1666 geschrieben, als Schütz auch die Johannes-Passion komponierte, und steht in g-Dorisch. Als Passion vertont das Werk den biblischen Passionstext und stellt in diesem Genre einen frühen Höhepunkt dar, wie Kurt Gudewill im Vorwort der Gesamtausgabe feststellt: „In den Historien von Heinrich Schütz kulminiert die Entwicklung der ausschließlich auf das Bibelwort gegründeten Passion; auf lange Zeit hinaus war sie abgeschlossen.“

## Besetzung
Die Besetzung (Gemischter Chor/SATB) ist, anders als in den berühmten Passionen Bachs, rein vokal. Folgende Rollen treten in dem Werk auf::
| Rolle                 | Stimmlage                | Textbeispiele aus der Matthäus-Passion von Heinrich Schütz |
| --------------------- | ------------------------ | ---------------------------------------------------------- |
| Christus              | Bass                     | Nehmet, esset, das ist mein Leib!                          |
| Evangelist            | Tenor                    | Da antwortete Judas, der ihn verriet                       |
| Judas                 | Altus                    | Bin ichs, Rabbi?                                           |
| Caiphas               | Bass                     | Antwortest du nichts zu dem, was diese wider dich zeugen?  |
| Petrus                | Tenor                    | Ich kenne des Menschen nicht!                              |
| Ancilla I (Magd I)    | Sopran                   | Und du, du warest auch mit dem Jesus aus Galiläa!          |
| Ancilla II (Magd II)  | Sopran                   | Dieser war auch mit Jesus aus Nazareth!                    |
| Pilatus               | Tenor                    | Bist du der Juden König?                                   |
| Pilati Weib           | Altus                    | Habe du nichts zu schaffen mit diesem Gerechten.           |
| Zweene falsche Zeugen | Tenor I und II gemeinsam | Er hat gesaget: Ich kann den Tempel Gottes abbrechen ...   |

Der Chor ist meist vierstimmig besetzt mit Diskant, Alt, Tenor und Bass. Wenn aber die Hohenpriester im Vordergrund stehen, wechselt Schütz schon einmal in die dunklere Besetzung Alt – Tenor – Tenor – Bass. „Dunkle“ Szenen werden also effektvoll durch einen tieferen und dunkler klingenden Chorklang verstärkt.

## Aufführung und liturgischer Ort

### Uraufführung 1666
Die Matthäuspassion hatte im Gottesdienst der Dresdener Schlosskirche ihren festen Platz. Sie wurde also für liturgischen Gebrauch geschaffen. Musikinstrumente durften während der Passionszeit wie vielerorts auch in Dresden in der Kirche nicht verwendet werden. Selbst der Generalbass ist bei der Matthäuspassion von Schütz ausgeschlossen. Die Passion war ursprünglich für den Sonntag Judica bestimmt, den 5. Sonntag der Passionszeit.

### Eigenheiten
Wenn Heinrich Schütz das Werk in g-Dorisch schreibt und damit den althergebrachten f-Modus als Passionston verlässt, bricht er eine Tradition, die er in seiner Lukas-Passion noch aufrechterhalten hatte.
Otto Brodde interpretiert dies so: „Der Evangelist Matthäus stellt Christus als den Schöpfer der neuen Gemeinde dar, eine grundlegende und darum für den Christen allgemeinverbindliche Aussage. Um solche grundlegende Allgemeinverbindlichkeit zu symbolisieren, nimmt Schütz die universelle Tonartengruppe, die in der Gabrieli-Schule die Mitte aller möglichen Affektlagen zeichenhaft symbolisiert“.
Schütz hat der Passion neben dem üblichen Introitus „Das Leiden uns’res Herren Jesus Christus, wie es beschreibet der heilige Evangeliste Matthäus“ einen etwa zweieinhalb Minuten dauernden Schlusschor „Ehre sei dir, Christe“ hinzugefügt.

### Wiederentdeckung
Das Werk wurde über 200 Jahre lang nicht aufgeführt und erst zu Beginn der 1880er Jahre auf Anregung Friedrich Spittas durch Arnold Mendelssohn in Bonn wiederaufgeführt. In der Originalfassung, also a cappella, wurde diese Passion 1929 auf dem zweiten Heinrich-Schütz-Fest in Celle erstmals wieder zu Gehör gebracht.

## Quelle
Als Quelle gilt die kalligraphisch ansprechende Handschrift von Johann Zacharias Grundig.